# Trädgardspaletten
Paleta de jardinería en sueco: Trädgårdspaletten es un jardín botánico de 3,500 metros cuadrados de extensión y viveros de venta de plantas y artículos de jardinería, de propiedad privada en las afueras de Malmö, en la provincia de Escania, Suecia. 

## Localización
Se encuentra ubicado en próximo a Malmö.
Trädgårdspaletten, Stattenav 5, 215 66 Malmö, Sweden-Suecia
- Teléfono: 040 - 823 49

## Historia
El Trädgårdspaletten comenzó su andadura en 1967 gracias a Malte y Elsa Mårtensson. 
Actualmente sigue la empresa familiar a cargo de su hijo Bengt Mårtensson junto con su esposa Susan y el hijo de ambos Clause.

## Colecciones
En sus grandes invernaderos de 3500 metros,cultivan plantas tropicales, con algunos ejemplares de gran porte que llegan hasta el techo del invernadero.
Se cultivan Cactus, Amaryllis, Fuchsia, Pelargonium, Azaleas Orquídeas, y junto a las plantas hay estanques con tortugas, loros, y otras aves tropicales.